# Distrito de Mezőkovácsháza
El distrito de Mezőkovácsháza (húngaro: Mezőkovácsházai járás) es un distrito húngaro perteneciente al condado de Békés.
En 2013 tenía 40 550 habitantes. Su capital es Mezőkovácsháza.

## Municipios
El distrito tiene 4 ciudades (en negrita), 2 pueblos mayores (en cursiva) y 12 pueblos (población a 1 de enero de 2012):
Ciudades
- Battonya
- Medgyesegyháza
- Mezőhegyes
- Mezőkovácsháza – la capital

Pueblos
- Almáskamarás
- Dombegyház
- Dombiratos
- Kaszaper
- Kevermes
- Kisdombegyház
- Kunágota
- Magyarbánhegyes
- Magyardombegyház
- Medgyesbodzás
- Nagybánhegyes
- Nagykamarás
- Pusztaottlaka
- Végegyháza